# 海豚型潜水艇
海豚型潜水艇（トルゴレがたせんすいてい、朝鮮語: 돌고래급 잠수정）は、大韓民国の特殊潜航艇。3隻が建造された。
ドイツの技術を導入して開発が行われた。1番艇はコリアタコマで建造され、1983年4月2日全斗煥大統領夫妻によって進水したが、当時は秘匿されていたため詳細は明らかにされず、「新鋭艦艇の進水」とだけされた。その後、2003年9月に国会国防委員会の監査により、存在が明らかとなった。
1番艇は051として1985年に就役、1990年に2番艇052、1991年に3番艇053が続いた。051は2003年に退役し、2016年6月30日の052と053の退役をもって、全艇が退役した。特殊潜航艇の必要性は海軍と国軍情報司令部の双方が認識しており、コスモス型潜水艇の運用を継続しポムゴレ（シャチ）級計画を持つ国軍情報司令部に対し、海軍は張保皐級潜水艦による運用や新型の特殊潜航艇を計画している。防衛事業庁は、8人乗りの潜航艇開発を予定している。
後に海豚型潜水艇は、大韓民国の潜水艦技術の基礎を築き、水中戦力発展の基となったと評価されている。

## 一覧
| 番号    | 名称 | 就役         | 退役          |
| ------- | ---- | ------------ | ------------- |
| SSM-051 | 051  | 1985年3月1日 | 2003年12月    |
| SSM-052 | 052  | 1990年       | 2016年6月30日 |
| SSM-053 | 053  | 1991年       | 2016年6月30日 |

退役後ソウル艦公園に1隻が、右舷の一部を除去され、内部に入ることが可能な状態で展示されている。